# مفتي محمد سيد
مفتي محمد سيد (12 يناير 1936 - 7 يناير 2016)، هو ناشط سياسي في ولاية جامو وكشمير. شغل مرتين منصب رئيس وزراء ولاية جامو وكشمير. لمدة ثلاث سنوات اعتبارا من نوفمبر 2002 وحتى نوفمبر 2005، ثم مرة أخرى من مارس 2015 حتى وفاته في يناير كانون الثاني عام 2016.